# مارثا بي هاينز
مارثا بي هاينز (بالإنجليزية: Martha P. Haynes )‏ (و. 1951 – م) هي عالمة فلك، وأستاذة جامعية من الولايات المتحدة الأمريكية . وهي عضوة في الأكاديمية الوطنية للعلوم، والأكاديمية الأمريكية للفنون والعلوم .

## التعليم
تعلمت في جامعة إنديانا، وكلية ويليسلي

## مناصب وهيئات
أدارت جامعة كورنيل.

## جوائز
حصلت على جوائز منها:
- وسام هنري درابر (1989).